# Contee del Montana

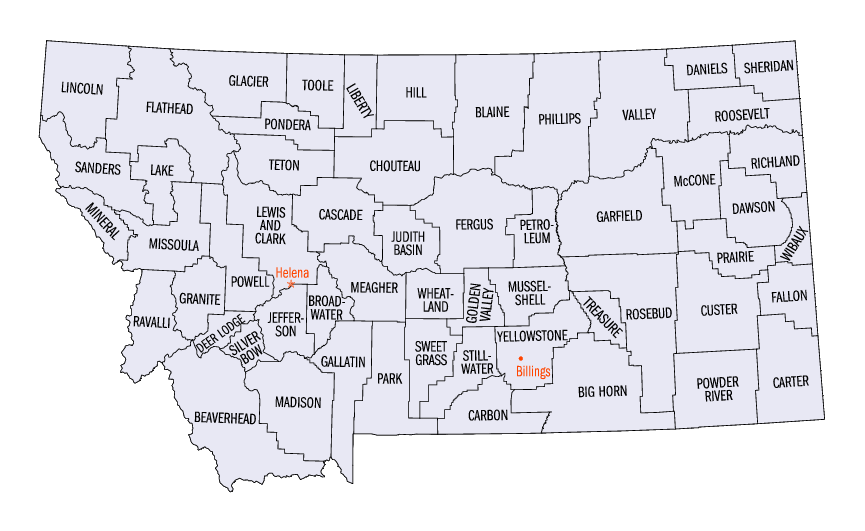

Lo stato statunitense del Montana è suddiviso in 56 contee.
1. Contea di Beaverhead
2. Contea di Big Horn
3. Contea di Blaine
4. Contea di Broadwater
5. Contea di Carbon
6. Contea di Carter
7. Contea di Cascade
8. Contea di Chouteau
9. Contea di Custer
10. Contea di Daniels
11. Contea di Dawson
12. Contea di Deer Lodge
13. Contea di Fallon
14. Contea di Fergus
15. Contea di Flathead
16. Contea di Gallatin
17. Contea di Garfield
18. Contea di Glacier
19. Contea di Golden Valley
20. Contea di Granite
21. Contea di Hill
22. Contea di Jefferson
23. Contea di Judith Basin
24. Contea di Lake
25. Contea di Lewis and Clark
26. Contea di Liberty
27. Contea di Lincoln
28. Contea di Madison
29. Contea di McCone
30. Contea di Meagher
31. Contea di Mineral
32. Contea di Missoula
33. Contea di Musselshell
34. Contea di Park
35. Contea di Petroleum
36. Contea di Phillips
37. Contea di Pondera
38. Contea di Powder River
39. Contea di Powell
40. Contea di Prairie
41. Contea di Ravalli
42. Contea di Richland
43. Contea di Roosevelt
44. Contea di Rosebud
45. Contea di Sanders
46. Contea di Sheridan
47. Contea di Silver Bow
48. Contea di Stillwater
49. Contea di Sweet Grass
50. Contea di Teton
51. Contea di Toole
52. Contea di Treasure
53. Contea di Valley
54. Contea di Wheatland
55. Contea di Wibaux
56. Contea di Yellowstone